# Окафор, Джалил
Джалил Окафор (англ. Jahlil Okafor; род. 15 декабря 1995 года в Форт-Смит, штат Арканзас) — американский и нигерийский профессиональный баскетболист, выступающий за пуэрто-риканский клуб «Капитанес де Аресибо». Чемпион Национальной ассоциации студенческого спорта (NCAA) сезона 2014/2015 годов. Играет на позиции центрового. Был выбран в первом раунде под общим третьим номером на драфте НБА 2015 года клубом «Филадельфия Севенти Сиксерс».

## Ранние годы
Отец Окафора Чухквууди (англ. Chukwudi) имеет нигерийское происхождение, а мать Дакреша Лэнетт Бентон имеет афро-американские и европейские корни. В детстве Джалил постоянно метался между домом своего отца в Чикаго и матери в Оклахоме. В 9 лет его мать умерла из-за проблем лёгких, после чего Окафор переехал к отцу в Чикаго. Джалил является кузеном баскетболиста Эмеки Окафора. Джалил учился и выступал за школу Уитни Янг (Чикаго, штат Иллинойс), где он добился присуждения ряда наград. В 8 классе 2-метровый Окафор был завербован колледжем Дьюк, но из-за правил NCAA не смог выступать за них.

## Студенческая карьера

### Университет Дьюка (2014—2015)
В 2014 году поступил в Университет Дьюка, где выступал за баскетбольную команду «Дьюк Блю Девилз», в которой провёл успешную карьеру. При Окафоре «Блю Девилз» выиграли регулярный чемпионат и турнир конференции ACC (2015), а также вышли в плей-офф студенческого чемпионата США (2015). В 2015 году «Дьюк Блю Девилз» стали чемпионами Национальной ассоциации студенческого спорта (NCAA). 29 марта «Блю Девилз» вышли в финал четырёх турнира NCAA (англ. Final Four), где сначала в полуфинале, 4 апреля, обыграли команду Дензела Валентайна «Мичиган Стэйт Спартанс» со счётом 81—61, а затем в финальном матче, 6 апреля, в упорной борьбе обыграли команду Фрэнка Камински и Найджела Хейза «Висконсин Бэджерс» со счётом 68—63. В своём дебютном сезоне 2014/14 выступая за колледж Джалил стал игроком года конференции ACC и вошёл в 1-ю всеамериканскую сборную NCAA. К тому же Джалил сыграл важную роль для своей команды в NCAA в победе над Висконсином в финале чемпионата. За сезон в Дьюке Окафор набирал 17,3 очка и делал 8,5 подбора за игру.

## Профессиональная карьера

### Филадельфия Севенти Сиксерс (2015—2017)
9 апреля 2015 года Окафор выдвинул свою кандидатуру на Драфт НБА 2015 года, где наряду с Карлом-Энтони Таунсом являлся потенциальным первым номером драфта. 25 июня на драфте НБА 2015 года был выбран в первом раунде под общим третьим номером командой «Филадельфия Севенти Сиксерс».
7 декабря 2017 года был обменян в «Бруклин Нетс» вместе с Ником Стаускасом в обмен на Тревора Букера. Айзея Томас и многие другие известные игроки НБА выразили своё неудовольствие по отношению к нечестной политике «Филадельфии», так как руководство клуба «попросту спихнуло невыгодного центрового».

### Сарагоса (2023)
17 июля 2023 года Окафор подписал контракт с клубом «Сарагоса» из Чемпионата Испании по баскетболу.

## Международная карьера
10 октября 2010 года Окафор был включён в состав молодёжной сборной США. В июне 2010 года Окафор помог американской сборной выиграть золотые медали чемпионата Америки среди юношей до 16 лет, проходившего в Мехико.
В составе молодёжной сборной США Окафор завоевал золотые медали на чемпионате мира по баскетболу 2012 года среди юношей до 17 лет в Литве и был признан самым ценным игроком турнира. На соревновании Окафор вышел в стартовом составе во всех девяти матчах и в среднем за игру набирал 13,6 очка и делал 8,6 подборов. В финальном матче чемпионата против сборной Австралии Джалил набрал 17 очков и сделал 8 подборов.
18 июня 2013 года Окафор вошёл в окончательный состав молодёжной сборной США (до 19 лет) для участия на чемпионате мира в Чехии. Сборная завоевала золотые медали, а Окафор был включён в символическую сборную турнира.

## Статистика

### Статистика в НБА
| Сезон                                                                                    | Команда     | Регулярный сезон | Регулярный сезон | Регулярный сезон | Регулярный сезон | Регулярный сезон | Регулярный сезон | Регулярный сезон | Регулярный сезон | Регулярный сезон | Регулярный сезон | Регулярный сезон | Серия плей-офф | Серия плей-офф | Серия плей-офф | Серия плей-офф | Серия плей-офф | Серия плей-офф | Серия плей-офф | Серия плей-офф | Серия плей-офф | Серия плей-офф | Серия плей-офф |
| Сезон                                                                                    | Команда     | GP               | GS               | MPG              | FG%              | 3P%              | FT%              | RPG              | APG              | SPG              | BPG              | PPG              | GP             | GS             | MPG            | FG%            | 3P%            | FT%            | RPG            | APG            | SPG            | BPG            | PPG            |
| ---------------------------------------------------------------------------------------- | ----------- | ---------------- | ---------------- | ---------------- | ---------------- | ---------------- | ---------------- | ---------------- | ---------------- | ---------------- | ---------------- | ---------------- | -------------- | -------------- | -------------- | -------------- | -------------- | -------------- | -------------- | -------------- | -------------- | -------------- | -------------- |
| 2015/16                                                                                  | Филадельфия | 53               | 48               | 30,0             | 50,8             | 16,7             | 68,6             | 7,0              | 1,2              | 0,4              | 1,2              | 17,5             | Не участвовал  | Не участвовал  | Не участвовал  | Не участвовал  | Не участвовал  | Не участвовал  | Не участвовал  | Не участвовал  | Не участвовал  | Не участвовал  | Не участвовал  |
| 2016/17                                                                                  | Филадельфия | 50               | 33               | 22,7             | 51,4             | -                | 67,1             | 4,8              | 1,2              | 0,4              | 1,0              | 11,8             | Не участвовал  | Не участвовал  | Не участвовал  | Не участвовал  | Не участвовал  | Не участвовал  | Не участвовал  | Не участвовал  | Не участвовал  | Не участвовал  | Не участвовал  |
| 2017/18                                                                                  | Филадельфия | 2                | 0                | 12,7             | 44,4             | -                | 50,0             | 4,5              | 0,5              | 0,0              | 1,0              | 5,0              | Не участвовал  | Не участвовал  | Не участвовал  | Не участвовал  | Не участвовал  | Не участвовал  | Не участвовал  | Не участвовал  | Не участвовал  | Не участвовал  | Не участвовал  |
| 2017/18                                                                                  | Бруклин     | 26               | 0                | 12,6             | 56,6             | 25,0             | 76,0             | 2,9              | 0,4              | 0,1              | 0,6              | 6,4              | Не участвовал  | Не участвовал  | Не участвовал  | Не участвовал  | Не участвовал  | Не участвовал  | Не участвовал  | Не участвовал  | Не участвовал  | Не участвовал  | Не участвовал  |
| 2018/19                                                                                  | Нью-Орлеан  | 59               | 24               | 15,8             | 58,6             | 20,0             | 66,3             | 4,7              | 0,7              | 0,3              | 0,7              | 8,2              | Не участвовал  | Не участвовал  | Не участвовал  | Не участвовал  | Не участвовал  | Не участвовал  | Не участвовал  | Не участвовал  | Не участвовал  | Не участвовал  | Не участвовал  |
| 2019/20                                                                                  | Нью-Орлеан  | 30               | 9                | 15,6             | 62,3             | 33,3             | 64,5             | 4,2              | 1,2              | 0,2              | 0,7              | 8,1              | Не участвовал  | Не участвовал  | Не участвовал  | Не участвовал  | Не участвовал  | Не участвовал  | Не участвовал  | Не участвовал  | Не участвовал  | Не участвовал  | Не участвовал  |
| 2020/21                                                                                  | Детройт     | 27               | 2                | 12,9             | 61,8             | 22,2             | 70,8             | 2,4              | 0,5              | 0,2              | 0,2              | 5,4              | Не участвовал  | Не участвовал  | Не участвовал  | Не участвовал  | Не участвовал  | Не участвовал  | Не участвовал  | Не участвовал  | Не участвовал  | Не участвовал  | Не участвовал  |
|                                                                                          | Всего       | 247              | 116              | 19,5             | 54,2             | 22,2             | 67,6             | 4,7              | 0,9              | 0,3              | 0,8              | 10,4             | Не участвовал  | Не участвовал  | Не участвовал  | Не участвовал  | Не участвовал  | Не участвовал  | Не участвовал  | Не участвовал  | Не участвовал  | Не участвовал  | Не участвовал  |
| Наведите курсор мыши на аббревиатуры в заголовке таблицы, чтобы прочесть их расшифровку. |             |                  |                  |                  |                  |                  |                  |                  |                  |                  |                  |                  |                |                |                |                |                |                |                |                |                |                |                |

### Статистика в колледже
| Сезон                                                                                   | Команда | GP | GS | MPG  | FG%  | 3P% | FT%  | RPG | APG | SPG | BPG | PPG  |  |
| --------------------------------------------------------------------------------------- | ------- | -- | -- | ---- | ---- | --- | ---- | --- | --- | --- | --- | ---- |  |
| 2014/15                                                                                 | Дьюк    | 38 | 38 | 30,1 | 66,4 | 0,0 | 51,0 | 8,5 | 1,3 | 0,8 | 1,4 | 17,3 |  |
|                                                                                         | Всего   | 38 | 38 | 30,1 | 66,4 | 0,0 | 51,0 | 8,5 | 1,3 | 0,8 | 1,4 | 17,3 |  |
| Наведите курсор мыши на аббревиатуры в заголовке таблицы, чтобы прочесть их расшифровку |         |    |    |      |      |     |      |     |     |     |     |      |  |